# Javier Goyeneche
Javier Goyeneche (Pamplona, hacia 1780-Pamplona, después de 1845). Hijo de Juan Goyeneche y de Ramona Armendáriz, nació en Pamplona hacia 1780. En 1800 se casó con María Córdula Andueza, con la que al año siguiente tuvo una hija, bautizada como Bárbara Ramona. Debió de quedar viudo, ya que en 1826 contrajo matrimonio con Josefa Zalba con la que cinco años más tarde tuvo un hijo, Nicasio María. 
Cuando era adolescente aprendió el oficio de librero y posteriormente debió de trabajar en imprentas de la capital navarra. En 1824 inició su vida profesional como impresor autónomo y así continuó hasta 1845, fecha a partir de la cual se produjo su muerte. Le sucedió su viuda, Josefa Zalba, y desde 1856 su hijo Nicasio María, activo hasta 1910. Este formó parte de los primeros comités republicanos de Pamplona y en 1873, a la llegada de la Primera República, fue concejal por el partido republicano.

## Aprendiz de librero
En 1794 su madre, Ramona Armendáriz, viuda, firma un contrato para el aprendizaje de su hijo con Javier Gadea, “maestro librero” de la capital navarra, con una duración de seis años y medio. Se da la circunstancia de que en esa fecha Gadea había abierto un modesto negocio de librería, dedicado a la encuadernación, venta de libros y de material de escritorio, por lo que el aprendiz Javier Goyeneche le serviría de ayudante.

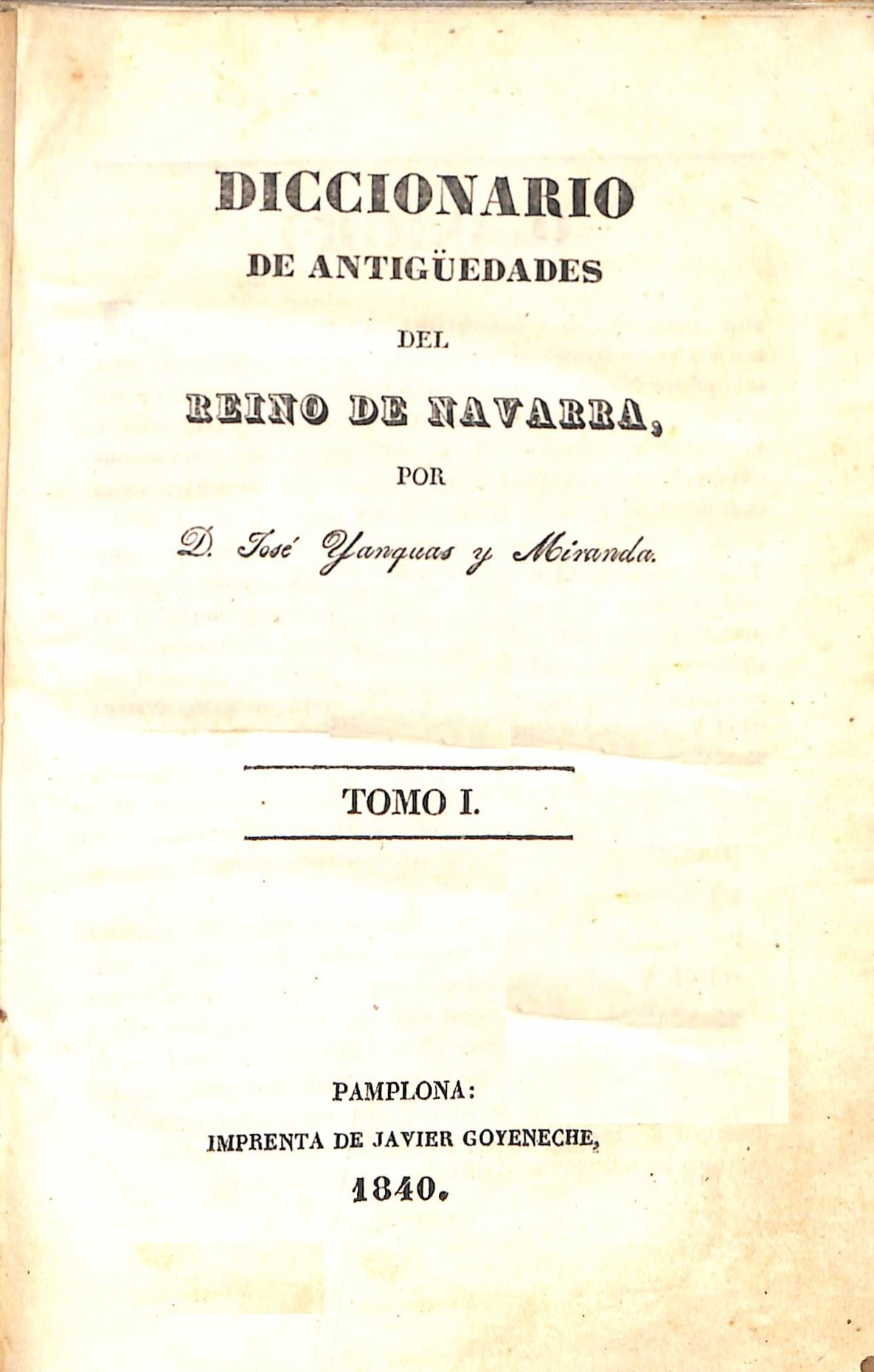
Tomo I del Diccionario de antigüedades del Reino de Navarra (1840).

Como era práctica habitual en estos casos, el maestro le enseñaría el oficio, del que saldría con en rango de oficial, y le proporcionaría alojamiento, manutención, vestido y calzado. Por su parte, la madre únicamente se comprometía a proporcionarle las "camisas" y, si el joven se ausentara del taller sin autorización del patrón, ella se encargaría de devolverlo y, en su caso, de hacer frente a los gastos que ocasionara la búsqueda. Al final del periodo de formación, el maestro entregaría al joven “el vestido entero que se acostumbra y es de estilo” y el aprendiz ya estaría en condiciones de comenzar a trabajar como empleado. 
Cuando se suscribe el contrato de aprendizaje, Javier Goyeneche tendría unos catorce años. Firmó el documento con letra clara y bien formada, lo que indica que poseía la preparación adecuada para atender a la clientela de la librería. En este periodo no debió de recibir formación como impresor, puesto que todavía su maestro Javier Gadea  no tenía imprenta. La abrió más tarde, hacia 1804.

## Impresor
Desde la finalización de su aprendizaje en torno a 1800 y hasta 1828 no se tiene noticia de la actividad laboral de Goyeneche, aunque en 1820, al inicio del Trienio Liberal, se declara "impresor jornalero" con motivo de su inscripción en la Milicia Nacional Voluntaria de Pamplona.

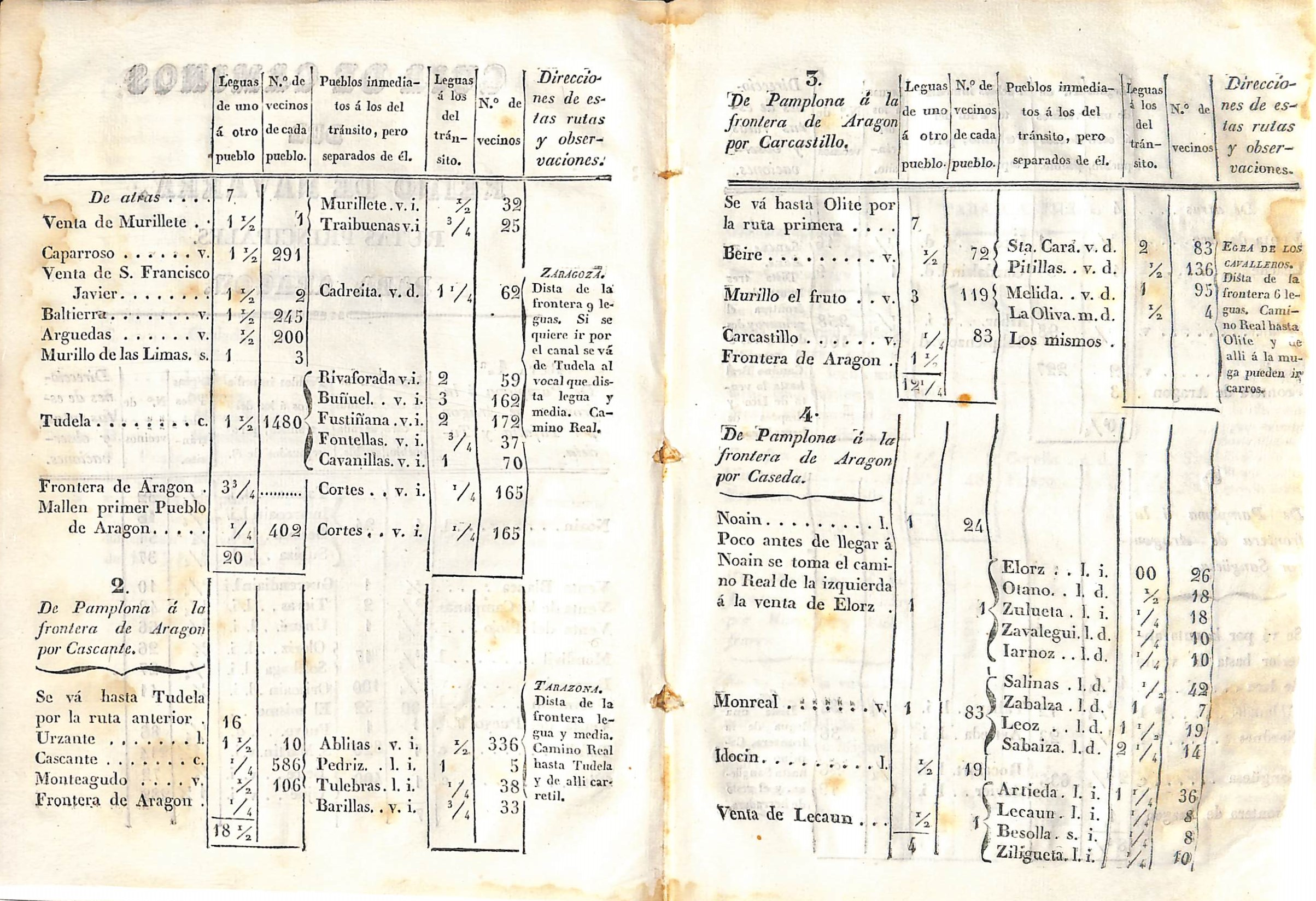
Doble página de compleja composición tipográfica correspondiente a la Guía de Caminos de Navarra (1833), obra de Florencio Sanz y Baeza

### Impresor del periódicoLa Verdad contra el error
A raíz de la llegada del Trienio Liberal (1820-1823), se produce la sublevación armada de elementos absolutistas, contrarios al liberalismo, instaurado por la Constitución de Cádiz de 1812, y partidarios del retorno a la monarquía absoluta. Es lo que se ha dado en llamar la guerra Realista. En Navarra esta sublevación estuvo dirigida por la Junta Gubernativa Realista que, siguiendo la práctica de esta época, recurrió a la imprenta, cuyo utillaje había comprado en Bayona. Se trataba de un taller clandestino y nómada del que salían los partes de guerra, proclamas políticas y un periódico con el significativo título de La verdad contra el error y desengaño de incautos, que se repartía clandestinamente y de manera gratuita. 
Pues bien, Javier Goyeneche debió de prestar servicio en esta imprenta, ya que cuando en 1823 terminó el conflicto, con la restauración de Fernando VII como monarca absoluto, se quedó con la custodia del taller al disolverse la Junta Gubernativa Realista y obtuvo permiso de la Diputación del reino de Navarra, que sustituyó a la citada Junta, para utilizarlo y atender los encargos que recibía, entre los que se encontraba La Gaceta Real de Navarra, que comenzó a publicarse tras la desaparición de La verdad contra el error y desengaño de incautos.
Al poco de restablecerse el absolutismo y, en consecuencia, de terminar el enfrentamiento armado, Javier Goyeneche se instala en Pamplona, donde abre una librería en el número 25 de la calle Curia, en el centro de la ciudad. Con probabilidad, más tarde aquí puso en funcionamiento una imprenta.

### Impresor del periódicoEl Navarro
El 20 de septiembre de 1843 sale a la venta en Pamplona, en la imprenta de Teodoro Ochoa,  el primer número de El Navarro. Periódico religioso, comercial y literario, que edita un tal P. Sánchez, y enseguida pasa a imprimirse en el taller de Javier Goyeneche. Es probable que le encargaran este trabajo por su experiencia en la edición de los periódicos editados primero por la Junta Gubernativa Realista e inmediatamente después por la Diputación de Navarra. Por otra parte, dada la preeminencia que El Navarro concedía a la religión -se titulaba “periódico religioso”-, es posible que el editor también contara con la sintonía ideológica de Goyeneche, que había prestado servicio en el bando realista. 
El Navarro salía los domingos, martes y viernes “a las ocho de la mañana” y ofrecía suscripciones en Pamplona, en el resto de Navarra y en el extranjero. La suscripción por un mes costaba ocho reales, mientras que la de su colega de la capital navarra, El Observador, era de seis reales con el mismo número de páginas.

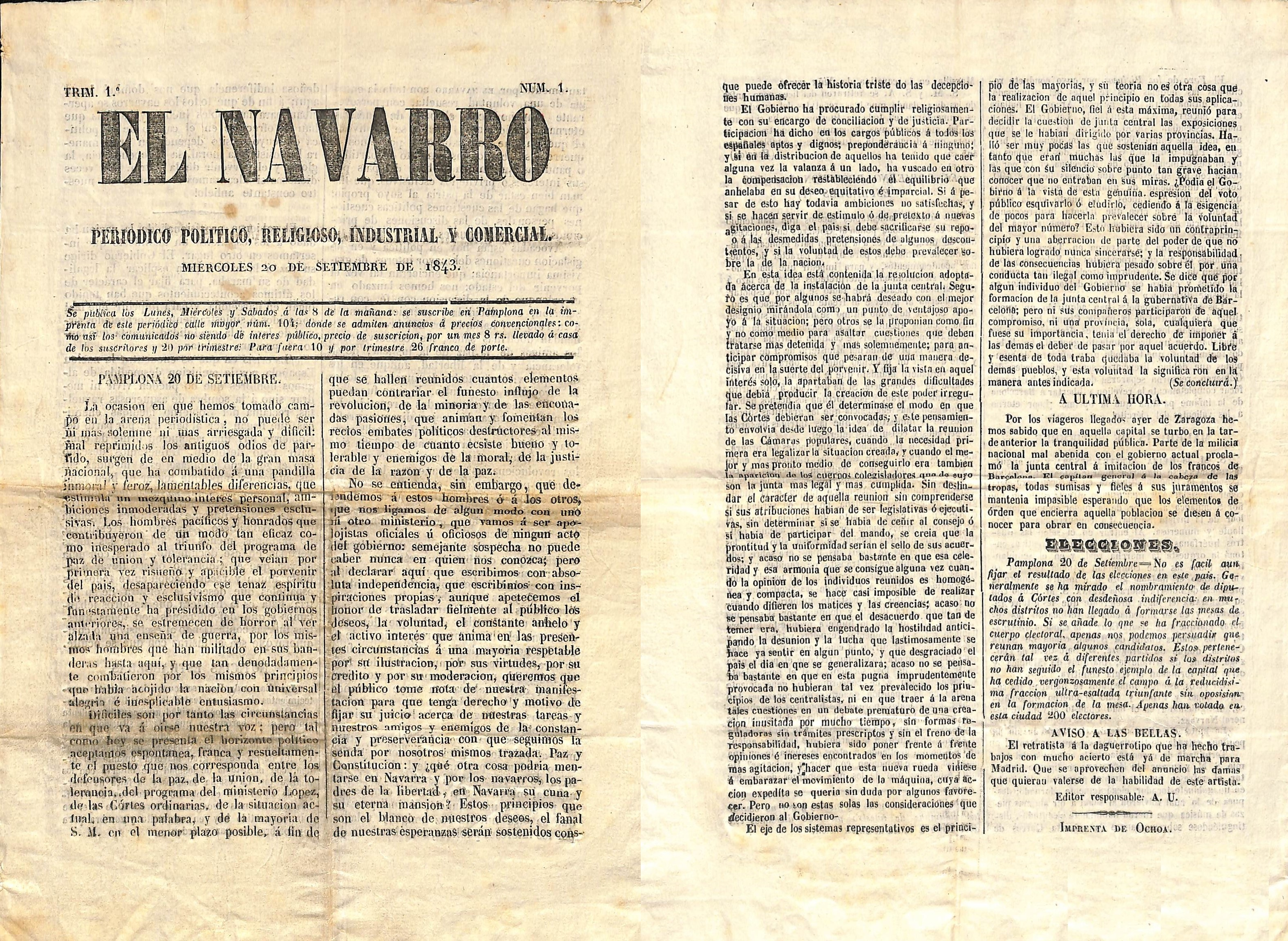
Número 1 de "El Navarro", impreso por Teodoro Ochoa y posteriormente por Javier Goyeneche

La prensa de Madrid reproduce noticias de Navarra publicadas por El Navarro; la última que se conoce corresponde a la recogida por El Heraldo de Madrid el 23 de noviembre de 1843. Sea como fuere este periódico navarro debió de tener una vida efímera, al igual que la de otros muchos de ámbito local.
Al final de su vida profesional, el 20 de enero de 1845 imprimió el primer número de "El Genio de Navarra. Revista periódica de carácter literario, artístico, industrial, serio, jocoso, popular y económico", que tuvo una periodicidad decenal. Su viuda, Josefa Zalba, continuó este encargo, aunque debió de ser por poco tiempo ya que no se conocen ejemplares de años posteriores.

## Producción impresa
Se tiene noticia de la actividad impresora de Javier Goyeneche a partir de 1828, que se mantiene con relativa continuidad hasta 1845. Son por tanto 18 años de trabajo en los que se advierte mayor intensidad al comienzo y que se debilita durante la Primera Guerra Carlista (1833-1839), que tuvo especial incidencia en Navarra. La recuperación del trabajo se produce con la paz (1840) y se mantiene hasta 1845, cuando desaparece su nombre de los pies de imprenta. Esto invita a suponer que a partir de esa fecha se produjo la muerte del impresor, que tendría alrededor de sesenta y cinco años. Se conocen algunos impresos a cargo de su viuda, Josefa Zalba, fechados en 1846, y una década después aparece el nombre de su hijo Nicasio Goyeneche.
En 18 años de actividad se han registrado 32 trabajos, lo que da una media anual baja, que no llega a dos impresos, cuando la media del conjunto de impresores navarros en este tiempo es de 3,6. Predominan de forma abrumadora los folletos, que suman 25 frente a tan solo seis libros. El Diccionario de la Real Academia precisa que un libro es "todo impreso no periódico que contiene 49 páginas o más, excluidas las cubiertas". En este sentido, es significativo que el libro con más páginas (469) no es de lectura sino un expediente judicial.
| Producción de impresos de la imprenta de Javier Goyeneche (1828-1845) |
| --------------------------------------------------------------------- |
|                                                                       |

En cuanto al contenido de los impresos, la mitad está relacionada con los tribunales, discursos oficiales o textos normativos, mientras que el resto de la producción es heterogéneo. Aquí resultan novedosos los calendarios, que ahora se publican sistemáticamente, los reglamentos de colegios profesionales, como los de abogados o escribanos, y los actos académicos de centros de enseñanza. En cuanto a las publicaciones de carácter religioso, muy abundantes en los siglos precedentes, ahora solo figuran tres y son folletos con novenas o prácticas similares. Evidentemente no hay obras de creación literaria, que en estas fechas llegarían de las editoriales nacionales. 

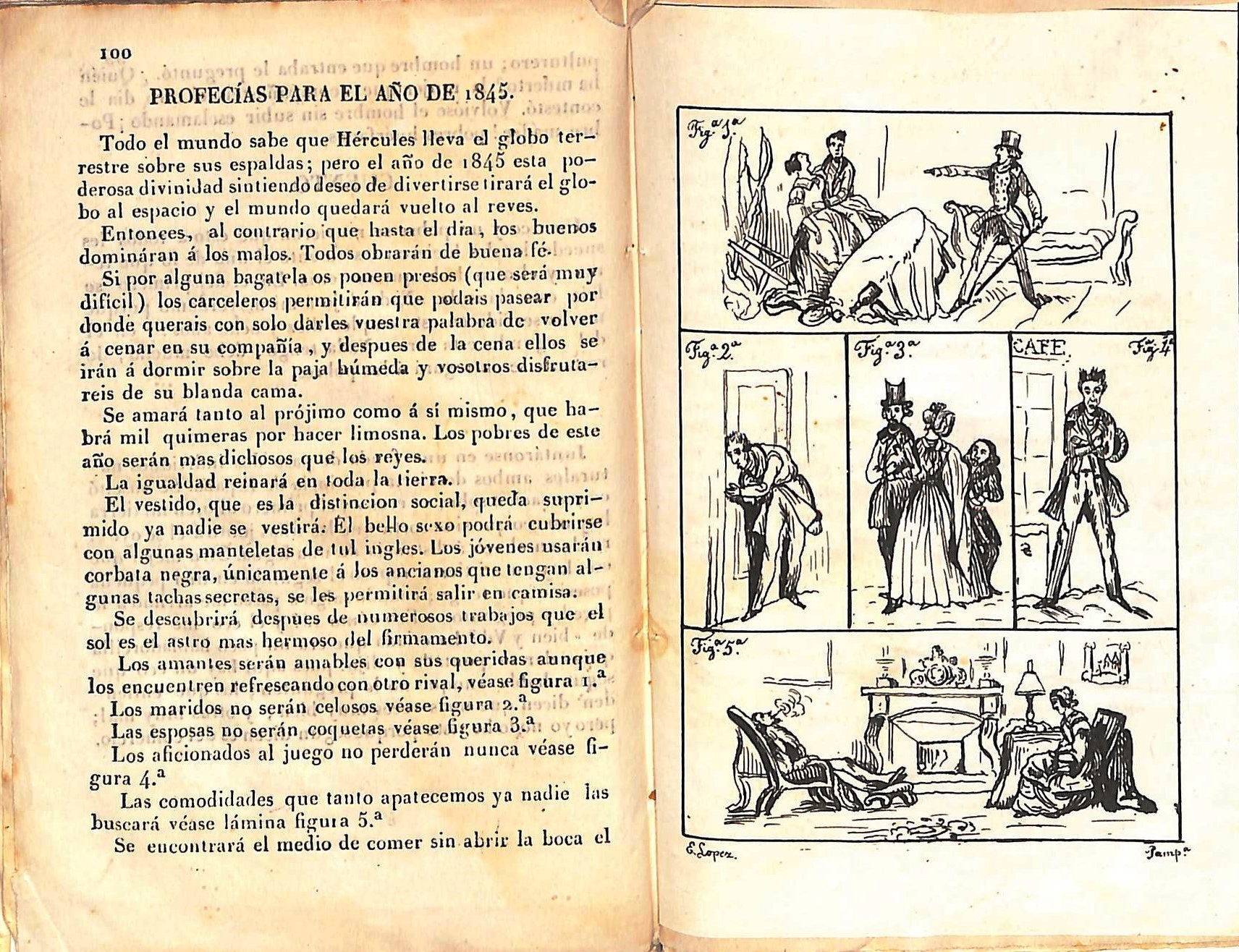
Ilustración a toda página en el Almanaque de Navarra para el año 1844

Por lo que se refiere al tamaño —formato— de los impresos, más de la mitad corresponde al cuarto, el habitual en las prensas manuales de la época. De lejos, con siete impresos, le sigue el folio, el tamaño solemne propio de las ediciones oficiales, de los expedientes judiciales y de las normas legales. En los formatos más pequeños, como es el octavo, el equivalente a los actuales libros de bolsillo, solo se conocen cuatro impresos; mientras que los diminutos corresponden a los tres modestos y populares folletos de prácticas piadosas –ya citados—, que tenían una venta constante.
Las ilustraciones son escasas. Predominan las de asuntos religiosos. Pertenecen al utillaje del taller, lo que quiere decir que no se abrían grabados para una edición sino que se reaprovechaban las existentes; así, por ejemplo, en un librito dedicado a la Virgen aparece a toda plana una xilografía donde solo figuran san José y el Niño. En contadas ocasiones el autor encarga grabados calcográficos, cuyas planchas entrega al impresor para ilustrar sus originales; este es el caso de Yanguas y Miranda, que ha previsto unas pocas ilustraciones de monedas y firmas de monarcas para su Diccionario de antigüedades del reino de Navarra (1840) y las repite en la edición de las Adiciones al diccionario de antigüedades de Navarra (1843); otro tanto sucede con E. López, el editor del Almanaque de 1844, que publica interesantes grabados que él mismo firma.
Dispone de tipos nuevos, según el gusto de la época, limpios, y utiliza papel de calidad. Sus impresiones son correctas y en ocasiones prueban su capacidad para resolver tareas dificultosas de composición tipográfica, como puede ser el caso de la Guía de caminos de Navarra (1833) o del mencionado Diccionario de antigüedades. 
Su imprenta ocupa un lugar secundario en el conjunto de los talleres pamploneses de esta época, en los que ejercen su primacía el del veterano de Longás y Ripa y el de Teodoro Ochoa de Alda, abierto en torno a 1840

## Galería de imágenes

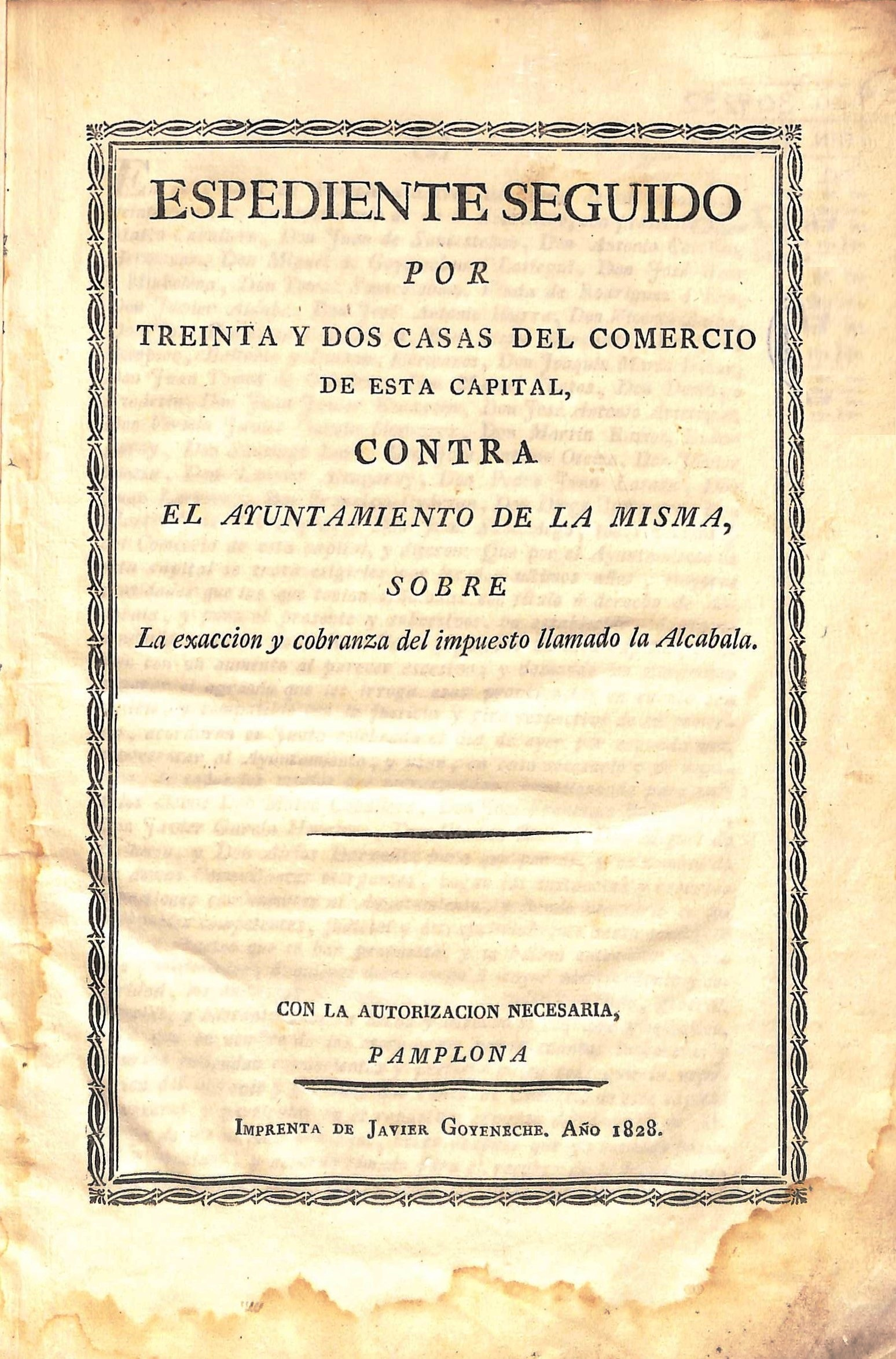
Portada de expediente judicial con tipografía clasicista (1828)
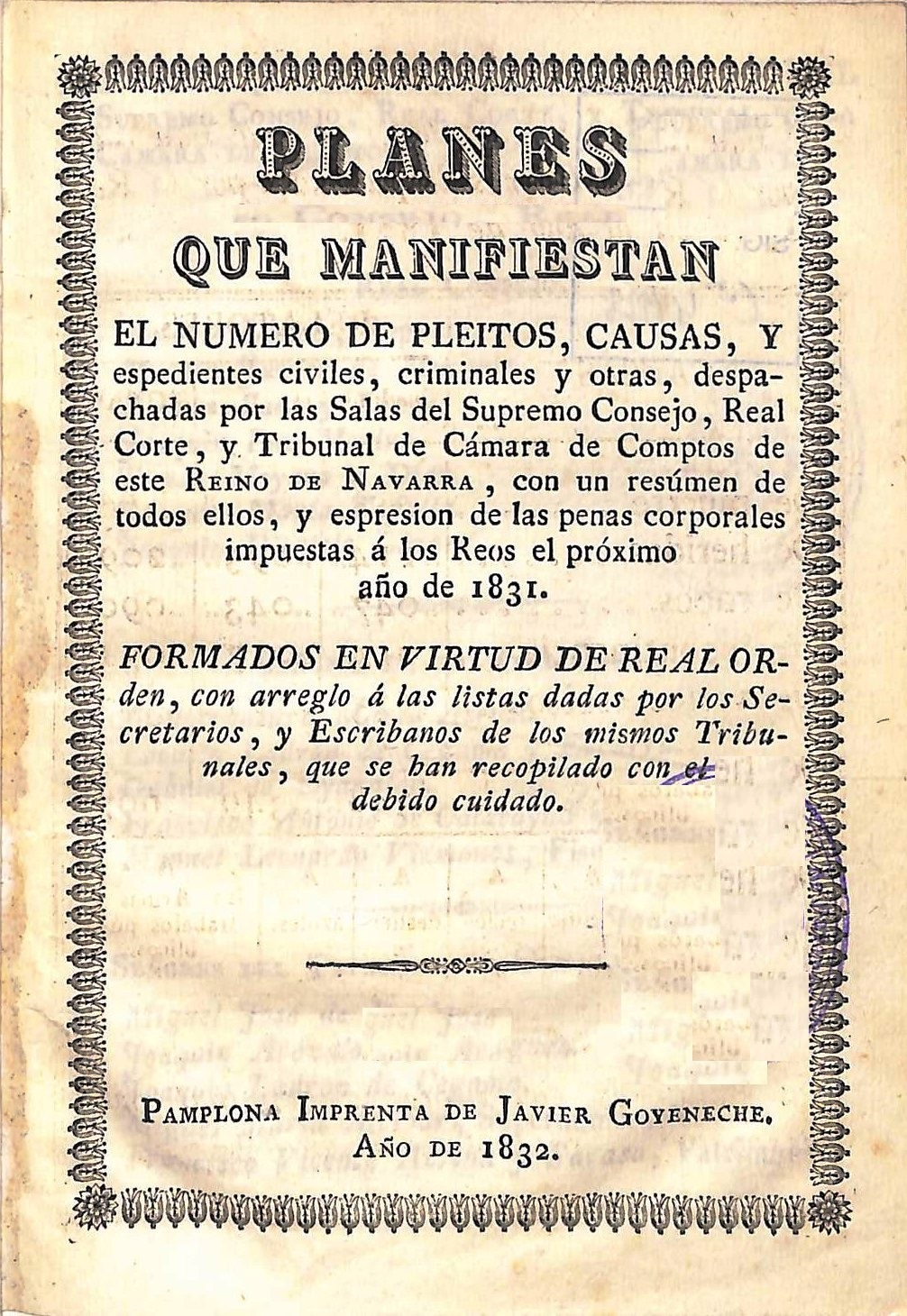
Memoria de los tribunales de justicia del reino de Navarra (1832)
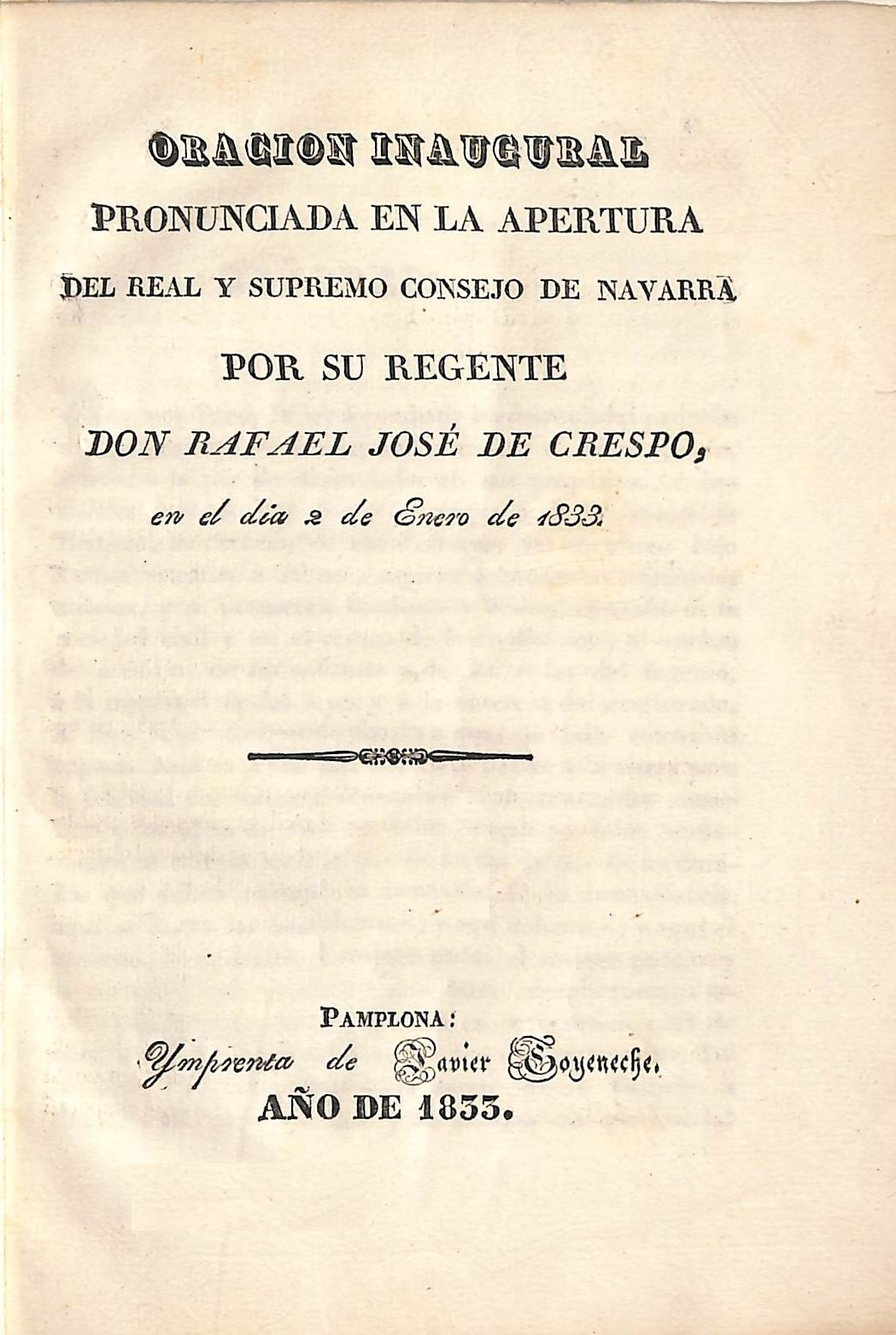
Publicación del Consejo Real de Navarra (1833)
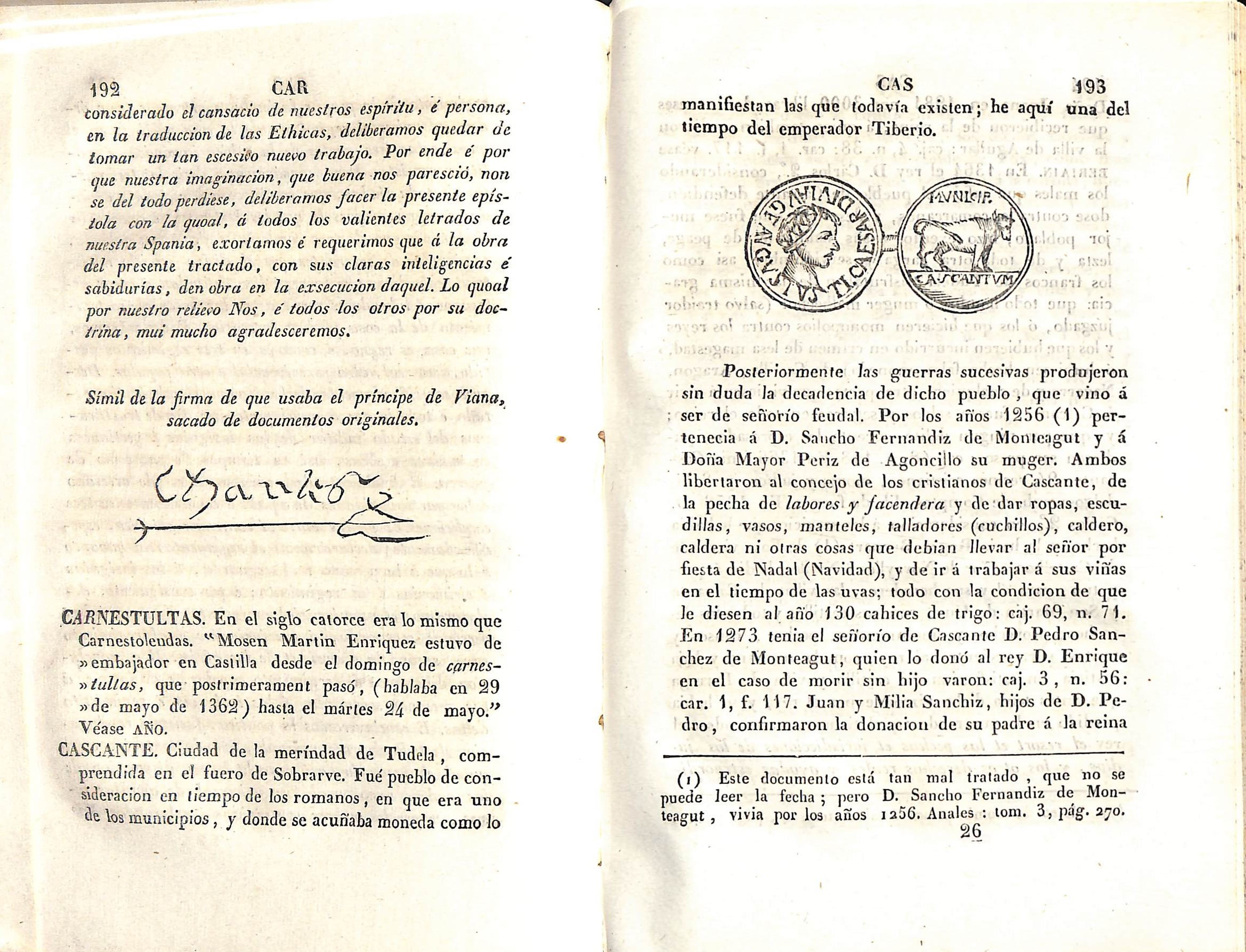
Páginas ilustradas del tomo I del Diccionario de antigüedades... (1840)
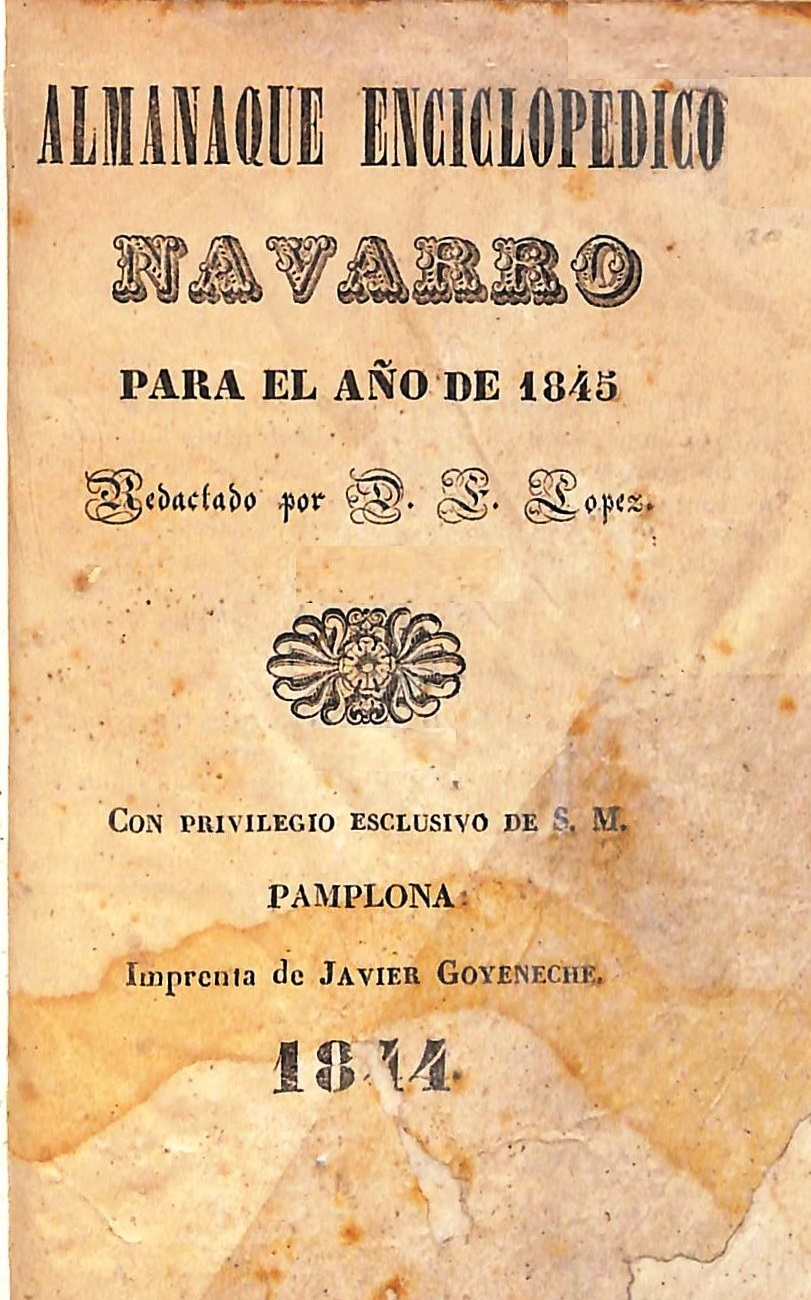
Almanaque Enciclopédico Navarra (1845), uno de los últimos trabajos de Goyeneche